# 2 World Trade Center
200 Greenwich Street este o clădire în New York City.